# Hoplismenus infulatus
Hoplismenus infulatus är en stekelart som beskrevs av Kusigemati 1988. Hoplismenus infulatus ingår i släktet Hoplismenus och familjen brokparasitsteklar. Inga underarter finns listade i Catalogue of Life.